# DMAC1
DMAC1 (англ. Distal membrane arm assembly complex 1) – білок, який кодується однойменним геном, розташованим у людей на 9-й хромосомі. Довжина поліпептидного ланцюга білка становить 116 амінокислот, а молекулярна маса — 12 257.
| 10         |  | 20         |  | 30         |  | 40         |  | 50         |
| ---------- |  | ---------- |  | ---------- |  | ---------- |  | ---------- |
| MGSRLSQPFE |  | SYITAPPGTA |  | AAPAKPAPPA |  | TPGAPTSPAE |  | HRLLKTCWSC |
| RVLSGLGLMG |  | AGGYVYWVAR |  | KPMKMGYPPS |  | PWTITQMVIG |  | LSENQGIATW |
| GIVVMADPKG |  | KAYRVV     |  |            |  |            |  |            |

A: Аланін

C: Цистеїн

D: Аспарагінова кислота

E: Глутамінова кислота

F: Фенілаланін

G: Гліцин

H: Гістидин

I: Ізолейцин

K: Лізин

L: Лейцин

M: Метіонін

N: Аспарагін

P: Пролін

Q: Глутамін

R: Аргінін

S: Серин

T: Треонін

V: Валін

W: Триптофан

Задіяний у такому біологічному процесі, як альтернативний сплайсинг. 
Локалізований у мембрані, мітохондрії, внутрішній мембрані мітохондрії.